# Fannia vesparia
Fannia vesparia är en tvåvingeart som först beskrevs av Meade 1891.  Fannia vesparia ingår i släktet Fannia och familjen takdansflugor. Arten är reproducerande i Sverige. Inga underarter finns listade i Catalogue of Life.